# Людиновское
Людиновское водохранилище или озеро Ломпадь — самый крупный, глубокий и чистый водоём Калужской области России.
Площадь водного зеркала составляет 8,7 квадратного километра, максимальная глубина — 16 метров. Объём вод Ломпади составляет 30 миллионов кубометров. Длина озера 16 км. В черте города Людиново ширина озера доходит до полутора километров. Через водоём протекает река Неполоть.
Озеро Ломпадь окаймлено по берегам хвойным лесом. Озеро вместе с рекой делят Людиново надвое — на восточную и западную часть. На озере располагаются несколько островов с заболоченными берегами. Самым крупным из них является остров Круглый.
В озере обитают 17 видов рыб, в том числе плотва, окунь, лещ, краснопёрка, ёрш, щука, карп. В уловах до 51 % составляет лещ.
Озеро Ломпадь считается одним из семи чудес Калужской области, является памятником природы.
В 2020 году должна была проводиться экологическая реабилитация водохранилища. Работы в полном объёме выполнены не были, проект закончился коррупционным скандалом.

## История
В 1732 на реке Неполодь (тогда Ломпать) возведена плотина по приказу Никиты Демидова, российского промышленника.
…длиной в версту, шириной у основания до 100 метров, высотой над руслом реки до 14 метров…